# Ланус
Лану́с (исп. Lanús) — город в Аргентине, в провинции Буэнос-Айрес. Основан 20 октября 1888 года. К середине XX века в результате интенсивной субурбанизации его полностью поглотил мегаполис Большой Буэнос-Айрес. Условно разделяется на Восточный Ланус и Западный Ланус. Население 459 тыс. чел. Естественный прирост населения в настоящее время близок нулю, рост идёт в основном за счёт притока мигрантов из Перу, Парагвая и Боливии. В городе базируются футбольный клуб «Ланус». Уроженцем города является футболист Диего Марадона.

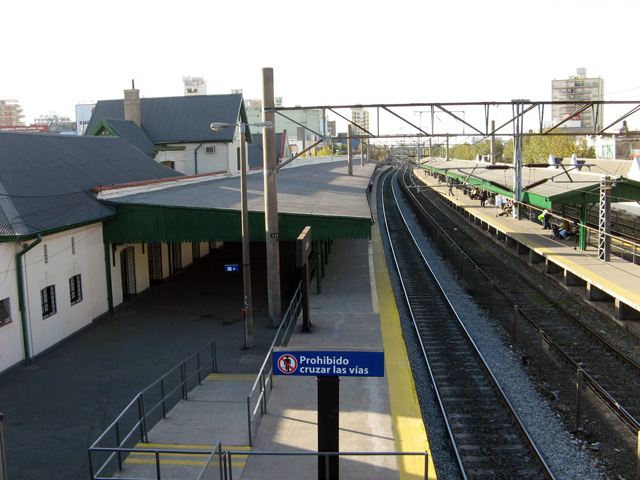
Железнодорожная станция Лануса